# Вилхелм Лудвиг фон Насау-Саарбрюкен
Вилхелм Лудвиг фон Насау-Саарбрюкен (на немски: Wilhelm Ludwig von Nassau-Saarbrücken; * 18 декември 1590, Отвайлер; † 22 август 1640, Мец) е граф на Насау-Саарбрюкен (1627 – 1640).

## Живот
Той е син на Лудвиг II фон Насау-Вайлбург (1565 – 1627) и ландграфиня Анна Мария фон Хесен-Касел (1567 – 1626), дъщеря на ландграф Вилхелм IV фон Хесен-Касел. Баща му обединява през 1605 г. цялата Валрамска собственост.
През 1616 г. той става съ-регент на баща си и след смъртта му през 1627 г. опекун на двамата си по-малки братя. На 29 януари 1629 г. собствеността се поделя и той получава Графство Саарбрюкен, Отвайлер, фогтай Хербитцхайм, и Велинген.
На 16 юни 1635 г. цялата фамилия бяга в свободния имперски град Мец. Той умира на 22 август 1640 г. в Мец и е погребан в гроб за бедни. През 1643 г. вдовицата му се мести с децата им отново в Саарбрюкен. Тримата му синове поделят територията отново на 31 март 1659 г.

## Фамилия
Вилхелм Лудвиг се жени на 25 ноември 1615 г. за графиня Анна Амалия фон Баден-Дурлах (* 9 юли 1595, † 18 ноември 1651), дъщеря на маркграф Георг Фридрих фон Баден-Дурлах. Те имат децата:
- Мориц (*/† 1618)
- Анна Юлиана (1617 – 1667), ∞ 1640 г. херцог Фридрих фон Пфалц-Цвайбрюкен-Велденц (1616 – 1661)
- Шарлота (1619 – 1687), ∞ граф Лудвиг Еберхард фон Лайнинген-Вестербург-Риксинген (1624 – 1688)
- Крафт (1621 – 1642 в битка)
- Анна Амалия (1623 – 1695), канонеса в Херфорд
- Йохан Лудвиг (1625 – 1690), получава Отвайлер, ∞ 1649 г. пфалцграфиня Доротея Катарина фон Пфалц-Биркенфелд-Бишвайлер (1634 – 1715)
- Елизабет Сибила (1626 – 1627)
- Мария Сибила (1628 – 1699), ∞ 1651 г. херцог Август Филип фон Шлезвиг-Холщайн-Зондербург-Бек (1612 – 1675)
- Георг Фридрих (*/† 1630)
- Густав Адолф (1632 – 1677), получава Саарбрюкен, ∞ 1662 г. графиня Елеанора Клара фон Хоенлое-Нойенщайн (1632 – 1709)
- Георг Фридрих (1633 – 1635)
- Валрад (1635 – 1702); получава Узинген, ∞ I. 1678 г. графиня Катерина Франсоаз дьо Круа-Рьолкс († 1686); II. 1688 г. графиня Магдалена Елизабет фон Льовенщайн-Вертхайм-Рошфор (1662 – 1733)